# Мартин Патино, Басилио
Баси́лио Марти́н Пати́но (исп. Basilio Martín Patino; 29 октября 1930 года, Лумбралес, провинция Саламанка — 13 августа 2017 года, Мадрид) — испанский кинорежиссёр-документалист.

## Биография
Родился в семье священников и адвокатов, но избрал другую дорогу. Окончил Саламанкский университет, где изучал философию и филологию, затем — Мадридскую киношколу. Создал киноклуб при Саламанкском университете (1953), учредил в нем серию публичных бесед об испанском кино (1955), издавал журнал Университетское кино. Был близок к анархо-синдикализму, участвовал в работе Национальной конфедерации труда. Как режиссёр и сценарист дебютировал в 1960. Многие его работы, начиная с Девяти писем к Берте (1966), имели проблемы с цензурой, а фильмы Песни для послевоенных времен (1971), Дорогие наши палачи (1973) и Каудильо (1974) вышли на открытый экран только после смерти Франко.
Старший брат — известный священник-иезуит, крупный богослов Хосе Мария Мартин Патино.

## Творчество
Сочетал игровое и документальное кино. Экспериментировал с аудиовизуальными технологиями, коллекционируя старую технику (зоотроп, волшебный фонарь и др.) и активно используя новую (видео, 3D).

## Фильмография
- El Noveno y Torerillos (1963)
- Девять писем к Берте / Nueve cartas a Berta (1966, «Серебряная раковина» Сан-Себастьянского МКФ за лучший дебютный фильм, премия Объединения сценаристов Испании за лучший сценарий)
- О любви и других одиночествах / Del Amor y Otras Soledades (1968)
- Прогулка по мадридским вывескам / Paseo por los Letreros de Madrid (1968)
- Песни для послевоенных времен / Canciones para después de una Guerra (1971)
- Дорогие наши палачи / Queridísimos Verdugos (1973)
- Каудильо / Caudillo (1974)
- Человек и город / Hombre y Ciudad (1980)
- Ретабло Гражданской войны в Испании / Retablo de la Guerra Civil Española (1980)
- Инквизиция и свобода / Inquisición y Libertad (1982)
- Рождение Нового мира / El Nacimiento de un Nuevo Mundo (1982)
- Иберийский горизонт / El Horizonte Ibérico (1983)
- Новое Просвещение Испании / La Nueva Ilustración Española  (1983)
- Потерянный рай / Los Paraísos Perdidos (1985)
- Мадрид / Madrid (1987, Золотой дельфин на МКФ в Сетубале)
- Андалусия: век восхищения / Andalucía: un siglo de fascinación (1996, цикл из 7 фильмов)
- Октавия / Octavia (2002, номинация на Золотую раковину Сан-Себастьянского МКФ)
- В честь Мадрида / Homenaje a Madrid (2004)
- Бегуны на длинные дистанции / Corredores de Fondo (2005)
- Праздник / Fiesta (2005)
- Капеа[1] / Capea (2005)
- Зеркала в тумане / Espejos en la niebla (2008)

## Признание
Номинант и лауреат многих национальных и международных премий. Был членом жюри Берлинского МКФ-77. Золотой колос за жизненный путь на МКФ в Вальядолиде (2002). Золотая медаль испанской Киноакадемии (2005). Почетный доктор Саламанкского университета (2007).